# Apple Park
Apple Park é a sede da Apple Inc. em Cupertino, Califórnia. Ela foi inaugurada no 1º trimestre de 2017; e começou a ser ocupada em abril de 2017. Em 7 de junho de 2011, o então CEO da Apple, Steve Jobs, apresentou ao Conselho da Cidade de Cupertino detalhes do projeto arquitetônico dos novos edifícios e dos seus arredores. Ele tem forma circular, lembrando a clássica ideia de um disco voador que acabou de pousar. Está localizado em uma área no subúrbio, totalizando 71 hectares, e está prevista para receber até 13.000 funcionários em edifício circular central de 4 andares de aproximadamente 260.000 metros quadrados. Steve Jobs queria que o campus inteiro parecesse menos como um parque de escritórios e mais como uma refúgio natural. Oitenta por cento do local terá espaços verdes plantados com árvores e plantas nativas da área de Cupertino.

## História

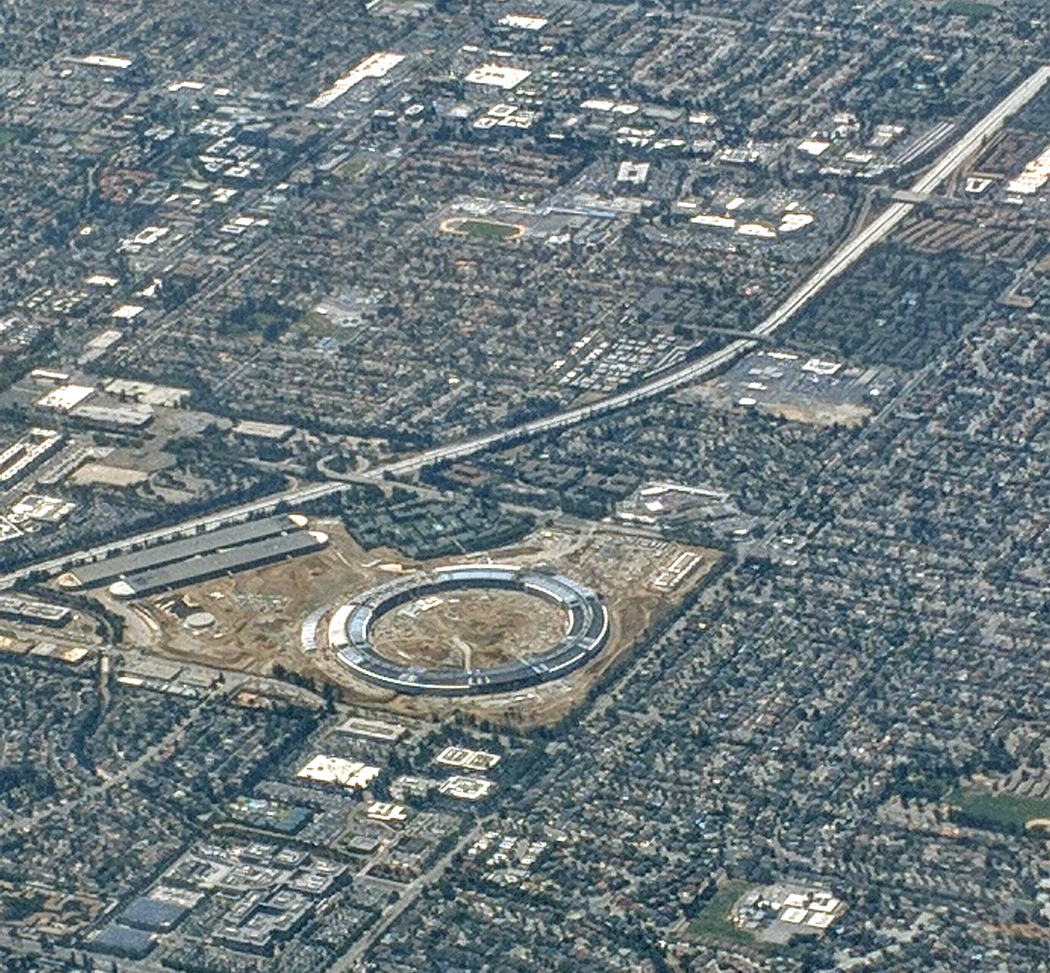
Vista aérea do Apple Park, agosto de 2016. O Apple Campus é visível perto do topo.

Comparação de tamanho do prédio principal do Apple Park com O Pentágono e outras estruturas.

O edifício é uma obra da cabeça do CEO Steve Jobs, e foi projetado pelo aclamado arquiteto, Norman Foster. Tudo começou quando Steve Jobs chamou Norman Foster dizendo, "Norman, eu preciso de ajuda" e três semanas mais tarde, eles se reuniram em Cupertino. Ele perguntou a Foster se podia considerá-lo como membro da equipe, ao invés de um cliente. Steve Jobs passou grande parte de dois anos envolvido no projeto antes de sua morte, em 2011.
Em abril de 2006, Steve Jobs anunciou para o conselho da cidade de Cupertino que a Apple adquiriu nove propriedades adjacentes para a construção de um segundo campus, o Apple Campus 2.
A Apple faz presença em Cupertino desde 1977, razão pela qual a empresa decidiu construir na área ao invés de mudar para um local mais barato e distante. As compras das propriedades necessárias foram feitas através da empresa Hines Interests, que, pelo menos em alguns casos, não revelou o fato de que a Apple era a compradora final. Philip Mahoney, um parceiro com uma corretora de imóveis comerciais locais, observou que esta prática é comum nas tentativas de organizar a compra de terrenos vizinhos composta de múltiplas parcelas com proprietários separados, a fim de evitar que os custos disparem e não revelar os planos da empresa para os concorrentes. Entre os vendedores das propriedades estavam SummerHill Homes (uma parcela de 3 hectares) e Hewlett-Packard (três edifícios de seu campus em Cupertino), entre outros.
Em 22 de fevereiro de 2017, a Apple anunciou que o nome oficial do campus seria "Apple Park", e que o auditório do campus seria chamado de "Steve Jobs Theater".

## Projeto
O edifício em forma de anel, anunciado como "um círculo perfeito", não foi originalmente planejado como tal. A borda interna e externa em cada andar será deixada aberta como passarelas. Há 8 edifícios, separados por 9 mini-átrios. O campus tem 1,6 quilômetro de circunferência, com um diâmetro de 460 metros. O edifício circular vai receber todos os funcionários. Ele possui quatro andares acima do chão e três andares de subsolo. A Apple criou maquetes em tamanho real de todas as partes do edifício para resolver qualquer problema de projeto.
A parte interna do edifício circular será um parque de 12 hectares, com árvores frutíferas e caminhos sinuosos, inspirados em pomares de frutas da Califórnia. Uma lagoa também faz parte dela.
O projeto esconde as estradas e as vagas de estacionamento subterrâneo. O campus usa apenas vidro em suas paredes e tem vista para o pátio interior ou para a paisagem no exterior do edifício. O campus é projetado com caminhos sinuosos que percorrem o campus, com um ambiente verde e com áreas para sentar abertas para os funcionários se encontrarem. Em torno de 7.700 m² do espaço é designado para reuniões e espaços de descontração no edifício.
Steve Jobs não queria nenhuma costura, fenda ou pincelada visível para um acabamento limpo. Foi inspirado pelo Main Quad (conjunto de edifícios conectados) na Universidade de Stanford. Toda a madeira do interior a ser usada nos móveis precisava ser colhida de uma determinada espécie de bordo. A Apple está trabalhando com empresas de construção de 19 países para projeto e fornecimento de material. Uma placa de concreto oco que "respira" vai atuar como os andares do edifício, tetos e sistema de climatização AVAC. Um total de 4.300 placas será usado para a construção. Algumas das placas pesam 27 mil quilos. O núcleo e o revestimento do edifício foram construídos pela DPR / Skanska, enquanto Rudolph & Sletten e Holder Construction trabalharam para completar os ajustes interiores.

## Localização
O Apple Park está localizado a 1,6 quilômetro leste da instalação existente. Originalmente esperado para começar a ser construído em 2013 e abrir em 2015, o projeto experimentou atrasos e começou em 2014. Em abril de 2017, o projeto foi inaugurado como anunciado em um comunicado de imprensa.
O custo do terreno foi estimado em 160 milhões de dólares. O custo do projeto inicialmente foi estimado em 500 milhões de dólares. Porém, em 2013 o custo total foi estimado como perto de 5 bilhões de dólares.
Em novembro de 2010 o San Jose Mercury News revelou que a Apple havia comprado um terreno adicional de 39 hectares não mais usado pela HP Inc., norte ao longo da Avenida de Pruneridge. Esse espaço era o campus da HP em Cupertino antes dele ser transferido a Palo Alto.

## Fornecimento de energia
O local será suprido por 100% de energia renovável, tornando-se um dos edifícios mais eficientes do ponto de vista energético do mundo. Os painéis solares instalados no telhado do campus podem gerar 16 megawatts de força, suficiente para fornecer 75% durante o pico diurno. Os outros 4 megawatts serão gerados no local usando as células de combustível Bloom Energy Server, que são alimentadas por biocombustível ou por gás natural. O ar vai fluir livremente entre o interior e o exterior do edifício, fornecendo uma ventilação natural e evitando a necessidade de sistemas AVAC durante nove meses do ano.